# 金山康喜
金山 康喜（かなやま やすき、1926年4月26日-1959年6月16日）は、日本の洋画家である。

## 略歴
1926年大阪市生まれ。
1939年大阪府立今宮中学校(旧制)で学ぶ。1943年両親の出身地の富山県へ転居。官立富山高等学校 (旧制)で学ぶ。
1945年東京帝国大学、同大学院で数理経済学を学ぶ一方、猪熊弦一郎主催の田園調布純粋美術研究室で本格的に絵画を学び、新制作派協会展に出品。
1951年に渡仏。1952年ソルボンヌ大学入学、同年サロン・ドートンヌ展に初入選し、パリで画家として活動。1953年には油彩画1点がフランス政府に買い上げられる。1958年に一時帰国、1959年逝去。パリ滞在中は画家・野見山暁治と親しかった。

## 主な作品
- 《食前の祈り》1950年、富山県立近代美術館（富山県美術館）所蔵
- 《聖ヘレニウスの鍋》1950年、茨城県近代美術館所蔵
- 《壜のある風景》1950年頃、メナード美術館所蔵
- 《静物 [ロウソクのある静物]》1951年頃、三重県立美術館所蔵
- 《アイロンのある静物》1952年、東京国立近代美術館所蔵
- 《静物（焼栗の屋台）》1953－54年、京都国立近代美術館所蔵
- 《静物Ｎ[コーヒーミルと手袋のある静物]》1956年、愛知県美術館所蔵
- 《静物 [コーヒーミルのある静物]》1957年、横須賀美術館所蔵
- 《静物Ｊ[ヒラメと天秤のある静物]》1958年、富山県立近代美術館（富山県美術館）所蔵

## 書籍（翻訳）
- フランソワ・ペルー著『資本主義』（金山康喜 訳、白水社「文庫クセジュ」、1952年）